# Września (gmina)
Pour les articles homonymes, voir Września (homonymie).
Września est une gmina mixte du powiat de Września, Grande-Pologne, dans le centre-ouest de la Pologne. Son siège est la ville de Września, qui se situe environ 46 km à l'est de la capitale régionale Poznań.
La gmina couvre une superficie de 221,84 km2 pour une population de 43 575 habitants en 2006.

## Géographie

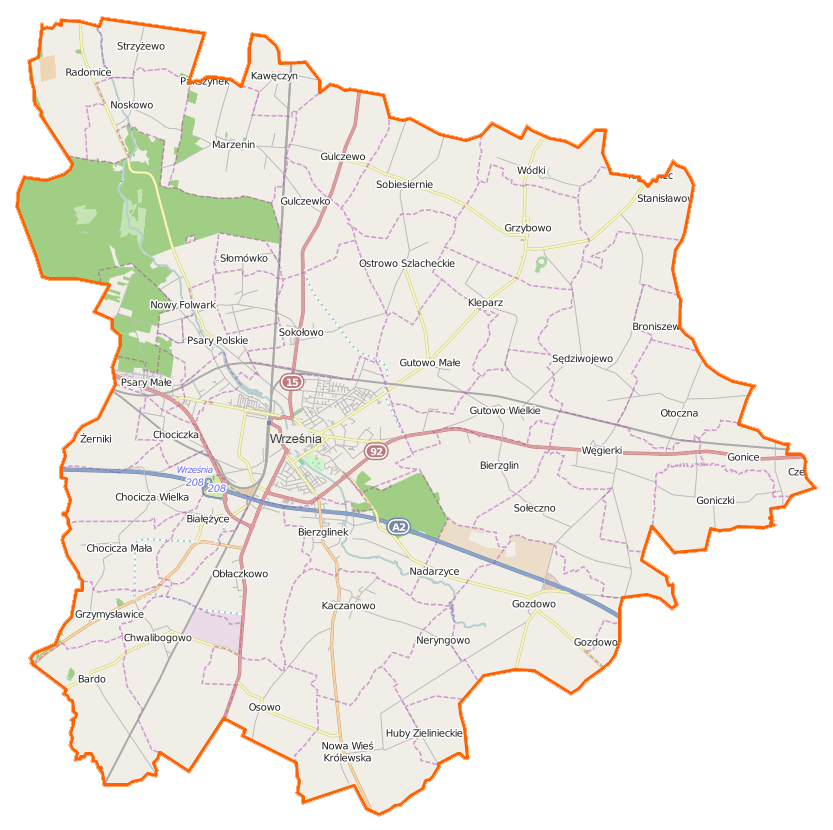
Plan de la gmina.

Outre la ville de Września, la gmina inclut les villages et les localités de :
- Bardo
- Białężyce
- Bierzglin
- Bierzglinek
- Broniszewo
- Chocicza Mała
- Chocicza Wielka
- Chociczka
- Chwalibogowo
- Gonice
- Goniczki
- Gozdowo
- Grzybowo
- Gulczewo
- Gutowo Małe
- Gutowo Wielkie
- Kaczanowo
- Kawęczyn
- Kleparz
- Marzenin
- Nadarzyce
- Nowa Wieś Królewska
- Nowy Folwark
- Obłaczkowo
- Osowo
- Otoczna
- Psary Małe
- Psary Polskie
- Psary Wielkie
- Sędziwojewo
- Słomówko
- Słomowo
- Sobiesiernie
- Sokołowo
- Sołeczno
- Stanisławowo
- Strzyżewo
- Węgierki
- Wódki
- Żerniki

### Gminy voisines
La gmina de Września est bordée des gminy de :
- Czerniejewo
- Dominowo
- Kołaczkowo
- Miłosław
- Nekla
- Niechanowo
- Strzałkowo
- Witkowo

## Structure du terrain
D'après les données de 2002 la superficie de la commune de Września est de 221,84 km2, répartis comme tel :
- terres agricoles : 82 %
- forêts : 8 %

La commune représente 31,5 % de la superficie du powiat.

## Démographie
Données du 30 juin 2004 :
| Description        | Total  | Total | Femmes | Femmes | Hommes | Hommes |
| ------------------ | ------ | ----- | ------ | ------ | ------ | ------ |
| Unité              | Nombre | %     | Nombre | %      | Nombre | %      |
| population         | 43 456 | 100   | 22 340 | 51,4   | 21 116 | 48,6   |
| Densité (hab./km²) | 195,9  | 195,9 | 100,7  | 100,7  | 95,2   | 95,2   |